# نارجو دو توسی (مرگ ۱۲۹۳)
نارجو دو توسی (انگلیسی: Narjot de Toucy) ارباب لاترزا، فرمانده پادشاهی آلبانی و ادمیرال پادشاهی سیسیل، ضابط شاهزاده‌نشین آخا بود. نارجو فرزند فیلیپ دو توسی و پورشا دو روآ بود. وی در حدود سال ۱۲۷۵ تا ۱۲۷۸ با لوچیا، آخرین کنتس طرابلس ازدواج کرد و توانست عنوان کنت طرابلس (به واسطه یوره) دریافت کند. نارجو و لوچیا تنها صاحب یک فرزند به نام فیلیپ شدند که پس از مرگ نارجو، جانشین وی به‌عنوان ارباب لاترزا شد. 